# Čiližská Radvaň
Čiližská Radvaň és un poble i municipi d'Eslovàquia que es troba a la regió de Trnava, a l'oest del país.

## Història
La primera menció escrita de la vila es remunta al 1252.

## Demografia
| Godina             | 1994 | 2004   | 2014   | 2024   |
| ------------------ | ---- | ------ | ------ | ------ |
| Nombre de persones | 1164 | 1277   | 1188   | 1163   |
| Diferència         |      | +9,70% | −6,96% | −2,10% |

| Godina             | 2023 | 2024   |
| ------------------ | ---- | ------ |
| Nombre de persones | 1159 | 1163   |
| Diferència         |      | +0,34% |